# Albin Roberts Burt
Albin Roberts Burt (Londra, 1º dicembre 1783 – Reading, 1º marzo 1842) è stato un pittore e miniaturista inglese attivo durante la prima età vittoriana, fu allievo e pupillo di Robert Thew e di Benjamin Smith, non ne raggiunse tuttavia mai le altezze, dedicandosi così alla ritrattistica.

## Biografia
Allievo di Robert Thew e di Benjamin Smith, non ne proseguì tuttavia le orme, decidendo di dedicarsi alla pittura di ritratti. In questa attività si dimostrò piuttosto prolifico; dopo essersi trasferito a Chester, insieme a sua moglie Sarah Jones, si spostò in tutto il territorio inglese, da Bath a da Birmingham, da Warwick a Oxford e, a volte anche nella stessa Londra, creando ritratti di persone da ogni classe sociale, dalla più aristocratica alla più umile. A partire dal 1830 si trasferì a Reading dove rimase fino alla sua morte.

Secondo le memorie di Sarah Uwins, figlia del celebre ritrattista Thomas Uwins, Burt fu un pittore molto versatile, in grado di incidere camei su diversi materiali, proprio come i suoi maestri, ma anche ritratti ad olio, shilouette, e miniature su carta, avorio e rame oppure ad acquerello. Fu anche un ottimo insegnante di quest'ultima tecnica e un provetto restauratore di quadri di altri artisti. Nel 1807 e nel 1830 esibì le sue opere presso la Royal Academy of Arts, fra i suoi ritratti più celebri abbiamo quello della scrittrice Mary Russell Mitford, del poeta Edward Caswall, del compositore George Frederick Pinto, del viaggiatore gallese e poliglotta Dic Aberdaron e di Sir Watkin Williams-Wynn, V baronetto e soprattutto l'ammiraglio Horatio Nelson e della sua amante Emma Hamilton, dei quali i suoi genitori, Harry Burt and Mary Roberts, erano amici di lunga data.
Dopo la sua morte, gran parte dei suoi ritratti e acquerelli sono stati conservati presso il Reading Museum e presso il National Museum and Gallery of Wales di Cardiff.